# Bedi Pipa
Bedi Pipa (ur. 1923 w Szkodrze, zm. 12 stycznia 1948 w Tiranie) – albańska pisarka i nauczycielka, siostra Arshiego Pipy. Podczas II wojny światowej prowadziła dziennik Ditari Intim, w 2007 roku został wydany przez wydawnictwo Fjala.